# Øystein Sevåg
Øystein Sevåg (* 19. März 1957 in Bærum) ist ein norwegischer Musiker und Komponist.

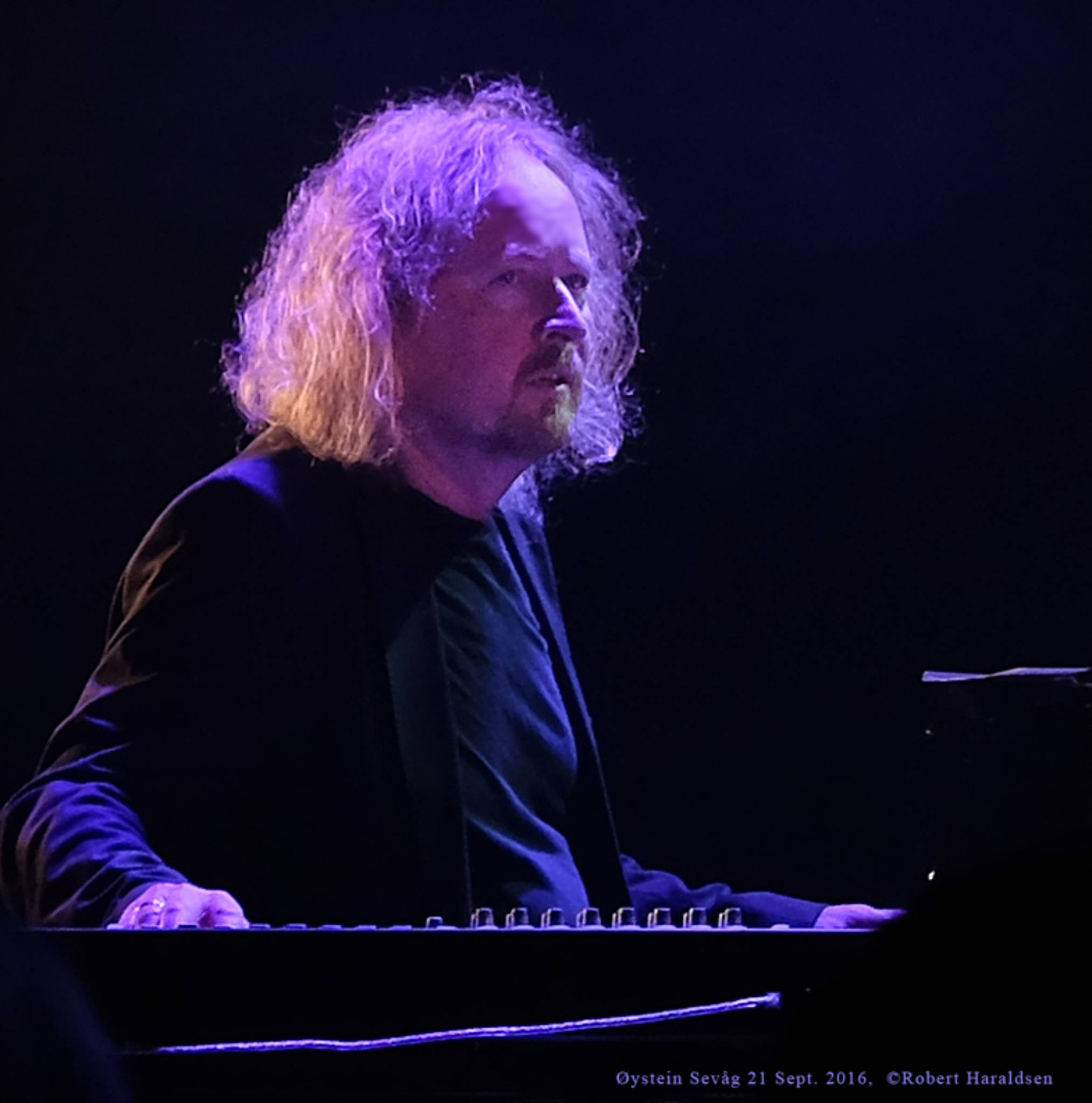
Øystein Sevåg, 2016

Sevåg hatte ab dem fünften Lebensjahr Klavierunterricht; als Jugendlicher spielte er Bass in einer Rockband.  Er studierte am Konservatorium von Oslo klassisches Klavier, Flöte und Komposition. 
1989 veröffentlichte er nach fünfjähriger Studioarbeit das Album Close Your Eyes and See, das sofort in die Billboard-Charts für New-Age-Musik kam.
Nach weiteren Alben arbeitete Sevåg von 1999 bis 2005 mit seiner Frau Maria Sevåg und der Psychologin Katharina Martin auf dem Gebiet der Musiktherapie. 2006 kehrte er nach Oslo zurück, wo im Folgejahr das Soloalbum Based on a True Story erschien. Als Produzent gab er die Debütalben der Singer-Songwriter Eliksir (Earthly Thing, 2005) und Benedicte Torget (After a Day of Rain, 2008) heraus.
Seit Mitte der 90er-Jahre komponiert Sevåg auch Filmmusik für Kino und Fernsehen.

## Diskographie
- Amor Fati mit Kristin Flood
- Close Your Eyes and See mit Bendik Hofseth u. a., 1989
- Visual mit Lakki Patey, 1990–93
- Link mit Eivind Aarset, Nils Petter Molvær, Paolo Vinaccia u. a. 1993[2]
- Global House, 1994
- Bridge, 1997
- Caravan, 2005
- Based on a True Story, 2007
- The Red Album, 2010
- Space for a crowded world, 2012
- Karin Boye sånger, 2014 (mit Benedicte Torget und Øystein Sevåg)